# 煙突効果
煙突効果（えんとつこうか、英: stack effect）とは、煙突の中に外気より高温の空気がある時に、高温の空気は低温の空気より密度が低いため煙突内の空気に浮力が生じる結果、煙突下部の空気取り入れ口から外部の冷たい空気を煙突に引き入れながら暖かい空気が上昇する現象を言う。
火力発電所などの煙突はこの効果を用いて、燃焼で生じた高温の二酸化炭素ガスを速やかに排出すると共に空気取り入れ口から外部の酸素が多い空気を取り込む。またオフィスビル等では、太陽やオフィス機器から発生する熱で温められた室内に、煙突効果を利用して外部の冷たい空気を自然換気で取り込むアトリウム型建築も設計されており、これにより建物のエネルギー消費量を 10 - 30 ％削減できると期待されている。他方、煙突効果が高い建物では、火災時に煙突となる通路を通して炎や煙が広がり易くなるため、その対処が重要である。

## 原理

煙突効果: 圧力計は空気の絶対圧を示し圧力が高いほど針が右に回る。空気の流れを灰色の矢印で示す。

煙突効果は、充分な重力が作用している場において、以下の3段階で説明される。
1. 空気の密度は、温度が高いほど低くなる。煙突内は外部より高温のため、外部より空気の密度が低下するため浮力が生じる。
2. この浮力により煙突下部で ΔP の圧力差が生じる。
3. この圧力差により、煙突下部の空気取り入れ口から毎秒 Q の冷たい空気が給気され、同時に暖かい空気は煙突内を上昇して排気される。

### 浮力の発生
シャルルの法則（ゲイ＝リュサックの法測とも言う）によると、一定重量のガスの体積 {\displaystyle V} とそのガスの絶対温度T の間には k をある正の定数として線形になる関係があるとされる。
{\displaystyle V\;=\;k\cdot T}
即ち一定重量のガスの体積は、温度T に比例して増加する。このことは逆に、一定体積の容器に入るガスの重量はT に逆比例して減少する、つまりガスの密度ρがT に逆比例して低下し軽くなるということでもある。この関係を表したのが次の式である。
{\displaystyle \rho \varpropto {\frac {1}{T}}}
つまり、冷たいガスより軽い暖かいガスは密度が低いことが判る。したがって、充分な重力が作用している地球の地表付近などでは、暖かいガスには浮力が生じて上昇していく。

### 煙突内外の圧力差
（本節の参照）
充分な重力と大気を持った惑星の上では、地表から上空に向けて建てられた煙突の場合、煙突の出口の高度の気圧は、地表にある煙突の入口より少し低い。これは地上から煙突出口の高さ分の空気が、煙突の出口の上には存在しないためである。煙突出口(上端)と入口(下端)との圧力差Pは、煙突の高さを h 、空気の密度を ρ、重力加速度を g  とすると次の式で与えられる。
{\displaystyle P=g\cdot \rho \cdot h}
今、煙突下部の吸気口を塞ぎ、煙突の出口を開けたとする。この時煙突出口では煙突内外の気圧は等しい。一方地上では煙突内(i)、外(o)の圧力は煙突出口と比べ、それぞれ下式の値だけ高くなる。但し、煙突に出口と入口以外の開口が無い場合。
{\displaystyle P_{i}=g\cdot \rho _{i}\cdot h,\qquad P_{o}=g\cdot \rho _{o}\cdot h}
つまり地上では煙突内外で下記の気圧差ΔP が生じる。
{\displaystyle \Delta P=P_{o}-P_{i}=g\cdot (\rho _{o}-\rho _{i})\cdot h}
ここで {\displaystyle \rho \varpropto 1/T} から {\displaystyle \rho _{i}=\rho _{o}\cdot T_{o}/T_{i}} となるので
{\displaystyle \Delta P=g\cdot h\cdot \rho _{o}\cdot {\frac {T_{i}-T_{o}}{T_{i}}}}
が得られる。さらに温度 0 ℃ (273.15 K)、気圧 1 atm (101325 Pa) の空気の密度 ρs を使うと
{\displaystyle \rho _{o}=\rho _{s}\cdot {\frac {273.15}{T_{o}}},\qquad \rho _{i}=\rho _{s}\cdot {\frac {273.15}{T_{i}}}}
となるから
{\displaystyle \Delta P=g\cdot h\cdot \rho _{s}\cdot {\frac {273.15}{T_{o}}}\cdot {\frac {T_{i}-T_{o}}{T_{i}}}=(273.15\cdot g\cdot \rho _{s})\cdot h\left({\frac {1}{T_{o}}}-{\frac {1}{T_{i}}}\right)=C\cdot h\left({\frac {1}{T_{o}}}-{\frac {1}{T_{i}}}\right)}
の関係が得られる。
| 記号 | 意味と 単位                                          |
| ΔP   | : 生じる圧力差, [Pa]                                 |
| C    | : 定数：273.15 × g × ρs = 3463 kg・K・m-1・s-2[注 1] |
| h    | : 煙突の高さ, [m]                                    |
| To   | : 外気の絶対温度, [K]                                |
| Ti   | : 煙突内平均温度, [K]                                |

### 給気速度と給気流量
（本節の参照）
密度差で生じた圧力差 ΔP によって外部から煙突に入る空気の体積を Vo 、この体積の空気の質量を mo 、空気の流速を uo とすると、エネルギー保存の法則から下記の関係が成り立つ。
{\displaystyle \Delta P\cdot V_{o}={\frac {1}{2}}m_{o}\cdot u_{o}^{2}}
ここで
{\displaystyle {\begin{aligned}\Delta P&=g\cdot h\cdot \rho _{o}\cdot {\frac {T_{i}-T_{o}}{T_{i}}},\\\rho _{o}&={\frac {m_{o}}{V_{o}}}\end{aligned}}}
の関係を使うとガスが煙突に流入する速度 uo は下式で与えられる。
{\displaystyle u_{o}={\sqrt {2g\cdot h\cdot {\frac {T_{i}-T_{o}}{T_{i}}}}}}
この速度に煙突の断面積 A を掛けた値が、給気流量 Q である。ただし、現実の空気ではエネルギーの損失等に対する補正として、流量係数 C （通常0.65 - 0.7）を掛けた値が用いられる。
この結果、給気流量と外気温度の関係として下式が得られる。
{\displaystyle Q=C\cdot A\cdot {\sqrt {2g\cdot h\cdot {\frac {T_{i}-T_{o}}{T_{i}}}}}}
| 記号 | 意味と 単位                     |
| Q    | :煙突効果による給気流量, [m3/s] |
| A    | :煙突の断面積, [m2]             |
| C    | :流量係数 (通常0.65 - 0.7)      |
| g    | :重力加速度 [9.80665 m/s2]      |
| ｈ   | :煙突の高さ, [m]                |
| To   | : 外気の絶対温度, [K]           |
| Ti   | : 煙突内平均温度, [K]           |

例高さ 25 m の煙突で、煙突内部温度が 250 ℃（紙が燃焼し始めるおおよその温度）で、外部気温が 20 ℃ の場合、内外の圧力差は約 130 Pa と少ないが、給気速度は約 10.4 (m/秒)に達し100 m を約 9.6 秒で進む。これは陸上競技の 100 m 走の世界記録より速い、煙突頂上まで 5 秒弱で到着する。このことは、高層ビルの火災での煙は、ヒトの駆ける速度より早く広がっていく事を意味する。

## 応用例

### 建築
自然換気
日本の古い民家では土間や囲炉裏で薪や藁を使って煮炊きや暖を取っていた、この時に発生する煙を自然排気するため屋根上などに煙出しが設置されている。更に、農村で養蚕が盛んになると上垣守國の養蚕秘録等の著作を通して室内換気・調温の重要性が認識され、自然換気を利用して室内全体の換気を良くするため、棟全体を覆う越屋根が考案された。
ダブルスキンシステム
ビルの外壁面には広い面積にわたってガラス窓が設置されている場合もある。しかし窓がある部分は、夏場の日差しによる熱の流入、冬場は室内熱の輻射による熱損失が高く、建物のエネルギー消費を増加させる大きな要因となっている。これを防止する方法として、ガラス窓の外にさらにガラスを設置し、かつその２枚ガラスの上下部分に隙間を設ける。その２枚のガラス間にブラインドやルーバーを設置すると、夏季はブラインド等を通して２枚のガラス間の空気が温まるものの、そこの高温の空気を上下の隙間を通して外部の冷たい空気と煙突効果で入れ替えて熱流入を抑え、更に冬季は２枚のガラスの上下の隙間を塞いでガラス間を温室状態にして室内からの熱損失を防止する、ダブルスキンシステムが実用化されている。
エアーサイクルシステム
ダブルスキンシステムでは主に建物の窓部分からの熱の流入失対策を行うが、この考え方を更に屋根や壁までに応用したのがエアーサイクルシステムである。この方式は民家などの外面積に占める屋根や壁の比率が高い建物で効果が高い。民家の場合、床下を蓄熱材料にして用いる場合もある。エアーサイクルやソーラサーキット等の名称で住宅メーカー各社で販売している。
アトリウム型建築
1980年代から1990年代にかけてフォード財団ビルやサッポロファクトリーのように、高層ビルの中に樹木が生い茂る中庭を作るアトリウム型建築が世界中で多数建築された。これらには中庭の上空から日光を取り入れると共に建物下部から外気を取り入れて自然空調を図った建物もある。東京港区にある日本電気本社ビルやジンバブエの首都ハラレにあるイーストゲートショッピングセンターなどはその例である。
但し、自然換気を促進するための開放的な空間構成は、火災時に発生した煙の流動を容易するため、全館に人命危険を及ぼす恐れが大きいため、火災時には煙の流動を防げるようにする対策が必要となる。

### 電子機器
電子機器の放熱
ノート型パソコンなどではCPUなど多量の熱を発生する素子が使用されており、CPUの冷却装置が必要とされる場合もある。しかし、機器の大きさや重量の制限のために、ファンを付けて冷却する事が困難な場合もある。そのような機器では、ファンの代わりに煙突効果を利用して高発熱の素子を冷却する事がある。例えばノート型パソコンの液晶ディスプレー裏面と裏蓋の間に隙間を作り、それを煙突として利用して熱を逃がす発明の特許が存在する。

### 工業他

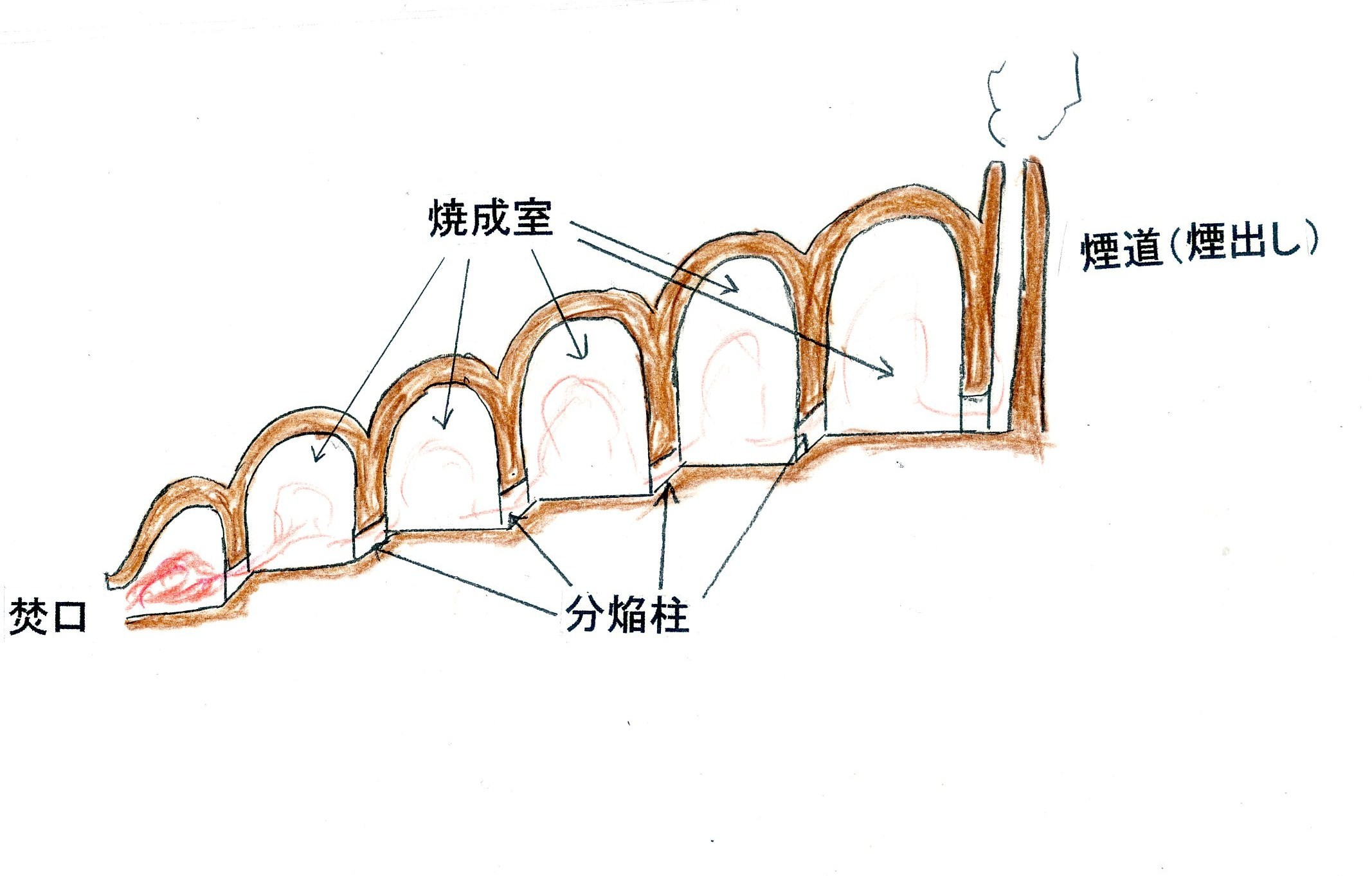
連房式登窯の断面図。左下で焚かれた炎は焼成室を通り右側の煙道（煙突）を通して排気される。煙道出口と焚口の高さの差が煙突高に相当する。

火力発電所などの排気用煙突
火力発電所の煙突は排出ガス量を増大させるために高くするが、それ以外に高さが高いほど、排出ガス中に含まれる大気汚染物質が地表に到達するまでに拡散されることによって、煙突から排出された大気汚染物質の地表での濃度が低下するため、煙突の高さを高くする対策が広く推奨されてきた（煙突参照）。カザフスタン共和国のエキバストス第二発電所には、高さ419.7 mの煙突が設置されている。また日本でも 200 m を超える煙突が利用されている。
陶磁器焼成窯

陶磁器の焼成は初め野原に成形した作品に草木を被せて焼く野焼きが主であった。しかし、この方法は燃焼温度が低い上に燃焼効率も低いため、次第に斜面に穴を掘り、下側を焚き口、上側に煙突を設けその中間に成形品を入れて焼く窖窯が利用されるようになった。これにより、焚き口と煙突の間に煙突効果が生じて空気の供給量が増大するため、高温での焼成が可能となった。しかしこの構造では焚き口の近くと遠くで焼成温度が変化したり、焼成雰囲気が一定しないこと等で、焼成不良や陶器の発色が不安定となるなどの欠点がある。このため江戸時代初期に肥前の唐津に、斜面の下から上に焼成室（房）を複数連ねた最上部に煙突を取り付け、更に各燃焼室毎に燃料や空気供給用の差木孔を設けた、登り窯または連房式登窯と言われる窯形式が導入され、そこから尾張・美濃に伝わり、更に日本各地に広がった。

### 輸送装置
蒸気機関車
石炭を燃やし、その熱で発生させた高い運動エネルギーを持った水蒸気を動力源とする蒸気機関車の場合、トンネル、橋、プラットホームや信号設備などの高さや位置などによる制限である車両限界ため、火力発電所や工場のように煙突を高くすることができない。そこでベルギーの技術者リゲインは1925年に、煙突を2本に増やして煙突面積を2倍とし、同じ排出ガス量で煙突高さを 1/√2 にする事ができた（排出ガス量の式より）（アンドレ・シャプロンの項参照）。
蒸気機関車では石炭などを焚いて走るが、この燃えカスが煙と共に煙突から飛び出し、それが沿線に火災を発生させる原因となる。これを防止するため煙突上部に煙突効果で回る回転式火の粉止を設けた機関車が作られた（集煙装置）。
蒸気船
石炭を燃やし、その熱で発生させた高い運動エネルギーを持った水蒸気を動力源としてスクリューや外輪を回して進む蒸気船の場合は、煙突を高くし過ぎると船体のバランスが悪くなるため、ある程度以上には煙突を高くすることができない。そのため複数の煙突を設置する構造の船も存在した。

### 自然エネルギー

ソーラーアップドラフトタワーの構造

ソーラーアップドラフトタワー発電では大地を非常に大きな温室で覆う。そこに太陽が当たると温室内の温度が上昇する。その温室に高い煙突を設置すると、煙突効果により煙突内に上昇気流が起こり、その上昇気流を利用して風力発電機を回し発電する方式が、ソーラーアップドラフトタワー発電である。1982年ドイツ政府の資金提供を受け、スペインのマンサナレスで初のソーラーアップドラフトタワー発電の実験施設が作られ、約8年間にわたって実験データが収集された。この施設の仕様は、煙突の直径10 m、高さ195 m、温室床面積は46000 m2で、発電能力は最大電力出力時で約50 kWであった。尚、日本ではソーラーチムニーと言う名称も使われている。

### 煙突効果と火災
建築物で上下方向に空気が流れられる空間があり、その下部に空気を供給できる構造であれば、その建築物部分は煙突と同じ構造となり、同じ機能を有する事になる。このため、この部分で火災が発生すると煙突効果でそれが煙突化して燃焼が促進する。しかも、煙は人間の駆ける速度より早く進むため、人間が逃げ切れず大災害になる事がある。1972年の千日デパート火災では階段、空調ダクト、エレベーターシャフト部分が、2000年のオーストリアケーブルカー火災事故ではケーブルカーのトンネルが、2003年の大邱地下鉄放火事件では地下鉄のトンネルと駅地上部への階段が、それぞれ煙突構造を構成し火災の被害を大きくした事が知られている。

### その他

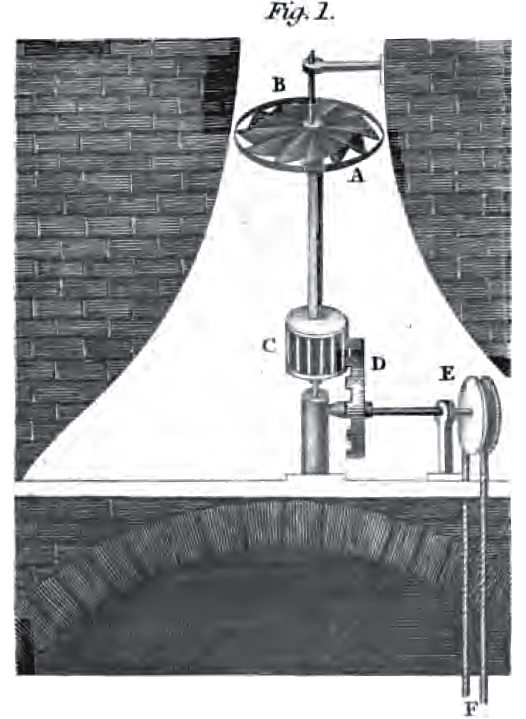
スモークジャックの図。煙突上部に置かれた羽根車が回転し、それが歯車を通して外部に動力を伝える。

スモークジャック

暖炉で火を焚くと煙突効果で上昇気流が生じ煙が上っていくが、この上昇気流で羽根車を回転させ、その回転力を動力として使用する装置がスモークジャックである。この装置の1つに、暖炉で肉を焼く時、この動力で肉を回転させ、全面が均一に焼けるようにした機械をダビンチが発明した。この肉の全面を均一に焼くためのスモークジャックは、チムニー・ジャック(Chimney jack)と呼ばれる。
走馬灯
日本ではお盆などに使う灯篭で表面の影絵模様がゆっくり回転する走馬灯は、中心に蝋燭を置き、その外側に表面に絵を描いた円筒形で回転可能な火袋（紙製の円筒）と、そのさらに外側に固定された火袋を設けた提灯の1種である。蝋燭に火を燈すと、その熱で火袋の中で煙突効果が生じ、回転可能な火袋が回る、同時にこの火袋に描かれた絵の影が、外側の火袋に動いているように写し出される。なお、類似の装置として、蝋燭の代わりに白熱電球を設置し、白熱電球によって発生した熱を利用して、同様の動作をさせた物も存在する。